# Mammites
Mammites Laube & Bruder, 1887 è un genere di molluschi cefalopodi estinti appartenenti alle ammoniti (sottoclasse Ammonoidea, famiglia Acanthoceratidae), vissuto nel Turoniano (Cretaceo Superiore). Fossili di Mammites si rinvengono nei sedimenti marini di tutto il mondo, alle medie e basse latitudini. Si tratta di un fossile guida di notevole utilità, soprattutto per il Turoniano Inferiore.

## Descrizione
Conchiglia di medie dimensioni nell'adulto (fino a 15–20 cm di diametro, occasionalmente maggiore), planispirale, da moderatamente involuta a involuta; sezione del giro da sub-trapezoidale a rettangolare. Ventre piatto o debolmente convesso, con margini arrotondati. Ombelico da stretto a mediamente sviluppato, delimitato da un margine sub-verticale. Ornamentazione fortemente caratterizzata nell'adulto, con pieghe irregolari che si originano dal margine ombelicale per trasformarsi in bullae più o meno estese sul fianco. Nodi o clavi, molto robusti e rilevati, sul margine latero-ventrale, con decorso parallelo al margine ventrale oppure obliquo verso l'alto. Nodi e clavi hanno terminazione arrotondata e non portano mai processi spinosi. Tutti questi elementi tendono a connettersi e fondersi in corrispondenza della camera di abitazione degli esemplari adulti, generando elementi ornamentali peculiari (definiti sovente dagli autori come corni).

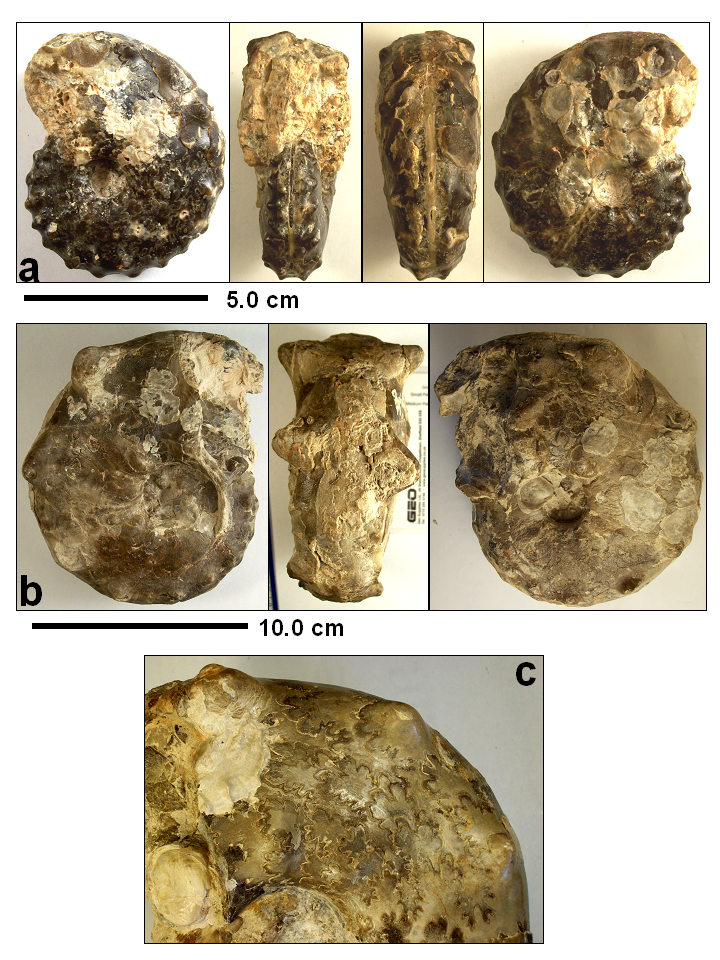
Mammites nodosoides (Schlüter). a) esemplare giovanile; b) esemplare adulto; c) particolare della sutura. Provenienza: Marocco (Morhad). Tutti gli esemplari sono fragmoconi, con la camera di abitazione non conservata. Tutti
gli esemplari sono parzialmente incrostati da bivalvi (ostreidi)

Gli esemplari giovanili hanno sezione da trapezoidale a sub-quadrata e sono dotati di una ornamentazione a nodi disposti in tre file: una in posizione periombelicale e due in posizione latero-ventrale, di cui quella più prossima al ventre tende a scomparire con l'inizio dello stadio adulto, mentre l'altra dà poi origine alle tipiche clavi latero-ventrali. I fianchi sono percorsi da pieghe (talora bullae) poco rilevate o appena accennate, ad andamento debolmente sinuoso. Ventre leggermente convesso o piatto, con un debole solco sifonale.
Sutura di tipo ammonitico, moderatamente complessa, caratterizzata da selle tendenzialmente ampie, bilobate, asimmetriche; lobo laterale e lobi ausiliari stretti e ramificati; lobo esterno (ventrale) stretto e allungato, bifido.
Guscio esterno piuttosto spesso (fino a oltre 2 millimetri), soprattutto in corrispondenza dei nodi e delle clavi, con tipico aspetto “rugoso”, con sottili pieghe e solchi.

## Storia evolutiva
Mammites si origina nel Turoniano inferiore, evolvendosi dal genere Spathites Kummel e Decker. I caratteri morfologici degli individui giovanili di Mammites sono infatti molto simili a quelli degli adulti forme avanzate di Spathites (S. (Jeanrogericeras) reveliereanus Courtiller). 
Il genere ha un immediato successo e si diffonde a livello globale, per estinguersi dopo un rapido declino prima della fine del Turoniano. La specie più diffusa e conosciuta è senza dubbio M. nodosoides (Schlüter), ma sono citate altre sei specie. La classificazione a livello specifico è però tuttora piuttosto discussa. Il genere Mammites è considerato come forma ancestrale del genere Metasigaloceras Hyatt (sottofam. Mammitinae Hyatt).

## Distribuzione
Le specie del genere Mammites sono ottimi fossili guida, che permettono di identificare il Turoniano (anche se complessivamente l'occorrenza del genere non coincide esattamente con i limiti del piano stratigrafico ma è interamente compresa in esso). In particolare, la specie M. nodosoides (Schlüter) costituisce l'indice di una biozona che definisce la parte superiore del Turoniano Inferiore, con carattere di isocronicità (91.88-92.43 Ma) in tutto l'areale della specie, che coincide sostanzialmente con quello del genere.
Mammites è largamente diffuso in Europa, dalla penisola iberica fino alla ex Cecoslovacchia, Africa (Africa settentrionale e sub-sahariana), Madagascar, Americhe e in Asia centrale ed estremo oriente, fino al Giappone. Queste forme sono frequenti nei depositi marini epicontinentali della provincia tetidiana (corrispondente alle aree marginali a nord e a sud dell'oceano della Tetide) e peritetidiana (Europa occidentale), allora in condizioni climatiche tropico-equatoriali, mentre sono rare o assenti nelle facies di mare profondo e oceaniche (per esempio nell'area corrispondente all'Italia attuale, caratterizzata nel Cretaceo da estese facies di mare profondo, è poco frequente). Non risultano presenti nella provincia boreale a clima temperato-freddo (area baltica, fenno-scandinava, Russia europea e paesi limitrofi e Siberia, tanto che in quest'area viene utilizzato un indice zonale alternativo a M. nodosoides per lo stesso intervallo stratigrafico.

## Habitat
Si tratta, come già accennato, di una forma di mare relativamente basso (alcune decine di metri), di clima temperato-tropicale. La massiccia ornamentazione dell'adulto, che rende il profilo della conchiglia scarsamente idrodinamico e lo spessore piuttosto elevato della parete esterna della conchiglia fanno pensare ad una forma poco mobile, di fondale, con stile di vita necto-bentonico. Verosimilmente, le sporgenze ornamentali e la parete esterna spessa servivano come protezione dai predatori. È probabile che le forme giovanili avessero abitudini più francamente nectoniche. Come tutti i Cefalopodi conosciuti, si trattava probabilmente di un predatore.